# 1949 au Nouveau-Brunswick
Chronologie du Nouveau-Brunswick
- 1945
- 1946
- 1947
- 1948
- 1949
- 1950
- 1951
- 1952
- 1953

Cette page concerne des événements d'actualité qui se sont produits durant l'année 1949 dans la province canadienne du Nouveau-Brunswick.

## Événements
- Ouverture du Collège Notre-Dame d'Acadie à Moncton.
- Ouverture de l'Université Crandall à Moncton.
- 25 juin : Henry Read Emmerson et James Joseph Hayes Doone sont nommés sénateurs.
- 27 juin : lors de l'élection fédérale, les libéraux remportent huit sièges contre deux pour les conservateurs.
- 24 octobre : le libéral indépendant Paul-Léon Dubé remporte l'élection partielle fédérale de Restigouche—Madawaska à la suite de la mort de Benoît Michaud.

## Naissances
- Joseph Yvon Thériault, sociologue.
- 16 février : Tilly O'Neill-Gordon, député.
- 17 février : John Betts, député.
- 13 mars : Bernard LeBlanc, ministre et député.
- 26 février : Nancy Teed, député, ministre et sénatrice.
- 26 mars : John D. Wallace, sénateur.
- 8 avril : Claudette Bradshaw, ministre et député.
- 14 avril : Percy Mockler, dépateur et sénateur.
- 22 mai : Ed Doherty, médecin, député et ministre.
- 28 juin : Huguette Bourgeois, poétesse.
- 18 août : Albert Girard, député.
- 8 novembre : Larry Kennedy, député.

## Décès
- 29 août : Benoît Michaud, député
- 5 décembre : Arthur Bliss Copp, député, secrétaire d'état et sénateur
- 7 décembre : Stanislas Blanchard, député